# Naxos (vydavatelství)
Naxos je gramofonová společnost specializující se na klasickou hudbu, která vydává nahrávky ve formě CD a DVD a zpřístupňuje je na i internetu formou streamu.

## Historie
Společnost byla založena v roce 1987 Klausem Heymannem, občanem Hongkongu německého původu. V 80. letech Naxos nahrával především se středoevropskými symfonickými orchestry a méně známými dirigenty, aby se snížily výrobní náklady a tím i cena. Současné katalogové řady Naxos zahrnují americkou klasiku, britskou lehkou hudbu, čínskou hudbu a umělce, sbírku staré hudby, klasiku filmové hudby, kytarovou sbírku, operní klasiku, varhanní sbírku i jazzové legendy. Kromě vlastních klasických kompaktních disků generuje Naxos příjmy distribucí jiných hudebních vydavatelství a značek TDK, BBC / Opus Arte a Arthaus.